# Medresze

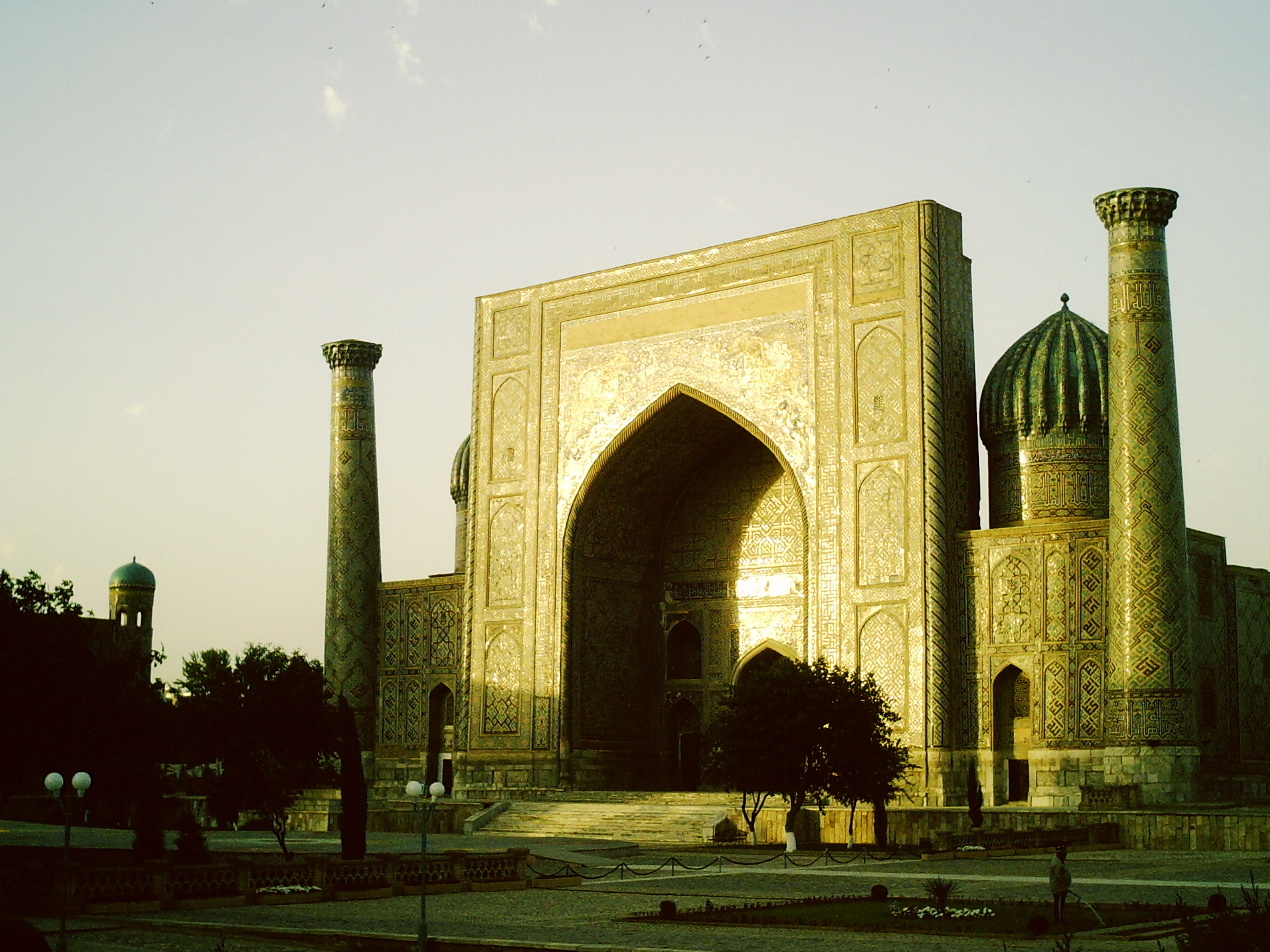
Sír Dár medresze, Szamarkand, Üzbegisztán

A medresze (arab nyelven: مدرسة, madrasa tsz.: مدارس, madāris) a középkori iszlám világra jellemző iskolarendszer. Funkcióját tekintve megfelelt a nyugati típusú, közép- és felsőfokú képzéstípusoknak, amelyben az oktatók igyekeztek koruk ismert tudományos eredményeit a legmagasabb szinten átadni.
Az alapítványi támogatással és állami irányítással működő iskolákban a diákok a Korán ismeretén és értelmezésén túl vallásjogot, állam- és jogtudományt, közigazgatást, továbbá orvoslást, matematikát, fizikát, csillagászatot, filozófiát, irodalmat és művészeteket tanultak.
A kezdetben egy tanár köré csoportosuló oktatási forma a Nagyszeldzsuk Birodalomban, a mai Irán területén, Nizám al-Mulk (1018-1092) nagyvezír irányításával szélesedett ki, és ő hozta létre ennek a speciálisan iszlám képzési rendszernek számtalan iskoláját. A medreszék mint képzési központok keretet adtak a tanárok és diákok közös, "kollégium" rendszerű munkájához, illetve további lehetőséget nyitottak az iszlám építőművészet kiteljesedésére.
A török hódoltság alatt számos medresze működött Magyarországon. A budai Nagymecsethez (Nagyboldogasszony-, ma Mátyás-templom) kapcsolódó Musztafa pasa medreszéjét Szokollu Musztafa budai pasa (1566-1578) alapította.

## Etimológia
A szó gyökere a háromtagú arab د-ر-س (d-r-s), amely tanítást, vagy tanulást jelent. A (مفعل(ة mafʻal(a) formula hozzáadásával (a hely, ahol "valami" történik) alakult ki az elnevezés mai alakja: „a hely, ahol a tanulás / tanítás történik”. A szó mint jövevényszó eredeti értelmében van jelen sok arab/iszlám befolyásoltságú ország nyelvében, például urdu, bengáli, hindi, perzsa, török, kurd, indonéz, maláj és a bosnyák nyelvekben.
Önmagában a szó általában nem jelöli a képzés típusát (alsó- vagy felsőszintű, magán vagy állami, egyházi vagy világi), de például az Oszmán Birodalomban a medresze szó csak az alacsonyabb szintű oktatást jelölte, a tanulók a megfelelő képesítéseket szakirányú képzések során szerezték meg .
A héber nyelvben a hangzásban hasonló „midrasha” szó jelentése szintén a „tanulás helye”.

## Kialakulása és jellemzői

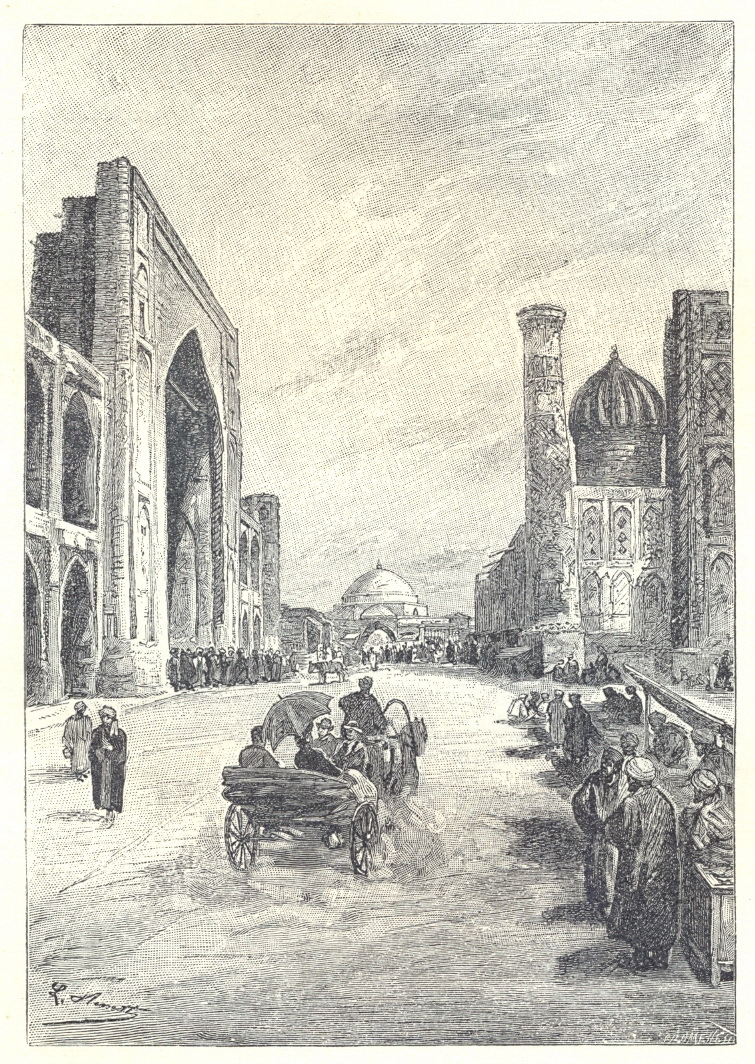
Medreszék a Registan téren az 1800-as évek végén. Szamarkand, Üzbegisztán.

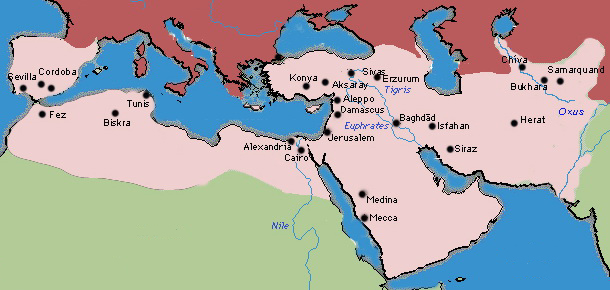
Fontosabb Iszlám oktatási központok a 11-15. században

Az első medreszéket Nizám al-Mulk szeldzsuk nagyvezír hozta létre alapvetően politikai célzattal. Nizám valódi államférfi volt, és a hanafita, illetve a sáfíita jogi iskola szigorú szunnita elveit részesítette előnyben, ezért harcot vívott a fátimida síiták és más eretnekségek ellen is. A nagyszeldzsuk birodalom hatalmának alapját a jog képezte („madzhab”), és csak másodsorban a vallás. A szunna így egyfajta állami ideológia szerepét töltötte be.
Nizámot az egységes és központosított államvallás eszménye vezérelte. Az állam és vallás szoros összefonódása Nizám szerint a szeldzsukok uralmát hosszú távon fenntartja és legitimálja. A síita befolyás ellensúlyozására, szükségesnek tartotta olyan oktatási központok kialakítását, ahol a szunnita tanok átadása és értelmezése a kor elismert tudósainak közvetítésével történik. Kezdetben ezeket az intézményeket, alapítójuk után, „nizámíják”-nak is nevezték.
A Bagdadban alapított, első ilyen jellegű intézményt 1066-ban hozta létre. Sajnos az építményről keveset tudunk, maradványai elpusztultak. A legrégebbi medresze maradványait (Hodzsa Mashad-medresze) az 1940-es években tárták fel Dél-Tádzsikisztánban.
Nizám 1091-ben a bagdadi medreszébe hívta tanítani al-Gazálit (1058-1111), a kor legnevesebb tudósát. Nizám és a szultánok a szúfizmust is pártfogolták, és igyekeztek az állam szolgálatába állítani muszlim misztikusokat is. Mohamed al-Gazáli miszticizmustól sem mentes filozófiai, teológiai rendszerére támaszkodva Nizám alakította ki az iszlám államhatalom ma is érvényben levő jogi, filozófiai normáit.
A bagdadit gyorsan követték a birodalom nagyvárosaiban a hasonló jellegű iskolák, így Nisápúrban, Herátban, Damaszkuszban, Moszulban, Balhban, Gaznában, Mervben és Baszrában, Iszfahánban is építettek medreszéket. A szervezeti felépítés mintájául, nagy valószínűséggel, a korabeli buddhista iskolák szolgáltak.
A medreszék nem egyszerűen Korán iskolák voltak, hanem olyan közép- és felsőfokú oktatási intézmények, amelyekben a jövő vallási, jogtudós és hivatalnoki elit rétegét képezték, így az állam és vallás már kezdettől fogva összekapcsolódott. Törekvéseihez a már eddig is meglévő oktatási formát használta fel: a maszdzsid nevű jogi iskolát, amelyet összekötött a diákszállás (hán) intézményével.
A maszdzsid mecsetekhez kötött oktatási forma volt, amelyben az oktatás a vallásjog (ennek tudománya a „fikh”) magyarázataira és koránértelmezésekre korlátozódott. A tanárok oszlopokhoz támaszkodva, Mekka felé fordulva adták elő a tananyagot, a hallgatóság ismétlésekkel és vitákkal tarkított figyelmétől övezve. A mecsetek köré épült vendégfogadókban („hán”) szálltak meg a sokszor iskoláról iskolára vándorló diákok, ezért kívül eshettek az oktató folyamatos látókörén. Nizám al-Mulk összevonta ezeket az intézményeket (madszdzsid és hán) és önálló épületeket emeltetett az oktatás számára, ahol a diákok együtt lakhattak tanáraikkal. Egyúttal megteremtette az oktatás folyamatosságának finanszírozási hátterét is: alapítványokat szervezett az iskolák támogatására, amelyek úgynevezett kegyes adományokból („vakf”) tartották fenn az iskolák működését.
A medreszék alapítói a maszdzsiddel ellentétben, jogosultak voltak beleszólni az oktatás tanrendjébe és a tanárok kinevezésébe is. A medreszék alapítása általában valamely vallásjogi iskolához („madzhab”) kötődött.
A mecsetek alacsony szervezettségű, alapfokú oktatásával ellentétben a medreszék komoly tantervvel rendelkeztek. A nagy tekintélyű tanárok és a diákok sokszor egyenruhában jártak, és az iskola biztosította számukra a szálláshely mellett a napi többszöri étkezést, illetve pénzbeli adományokkal is segítette őket. A sokszor igen tekintélyes juttatások miatt az iskolákba csak állami engedéllyel lehetett beiratkozni.
A tanítás alatt a tanár egy kis pulpituson ült, mellette a tanársegédek, akik fennhangon elismételték a tanár szavait, körülöttük a tanulók térdeltek és visszhangozták az elhangzott szöveget.
A diák és a tanár közötti viszony igen szoros volt. A végső bizonyítványt nem az intézmény adta, hanem a tanár állította ki annak elismeréséül, hogy a diák alkalmas a tanár által hirdetett anyagot hitelesen továbbadni. Ha a diák végzett, újabb bizonyítványok megszerzését célozhatta meg, vagy – ha igény volt rá - elhelyezkedhetett a hivatalnokréteg valamely lépcsőfokán.
Némely medresze könyvtárában a kor leghíresebb műveit lehetett tanulmányozni, amelyeket könyvtárosok kezeltek. A tanárok mellett sokszor „segédtanárok” álltak alkalmazásban. Természetesen a medreszékből nem hiányozhatott az imafülke (mihrab) és az előtte, esetleg a minbarról felolvasó imám sem. A diákok kényelméről a gazdagabb medreszékben képzett személyzet gondoskodott.

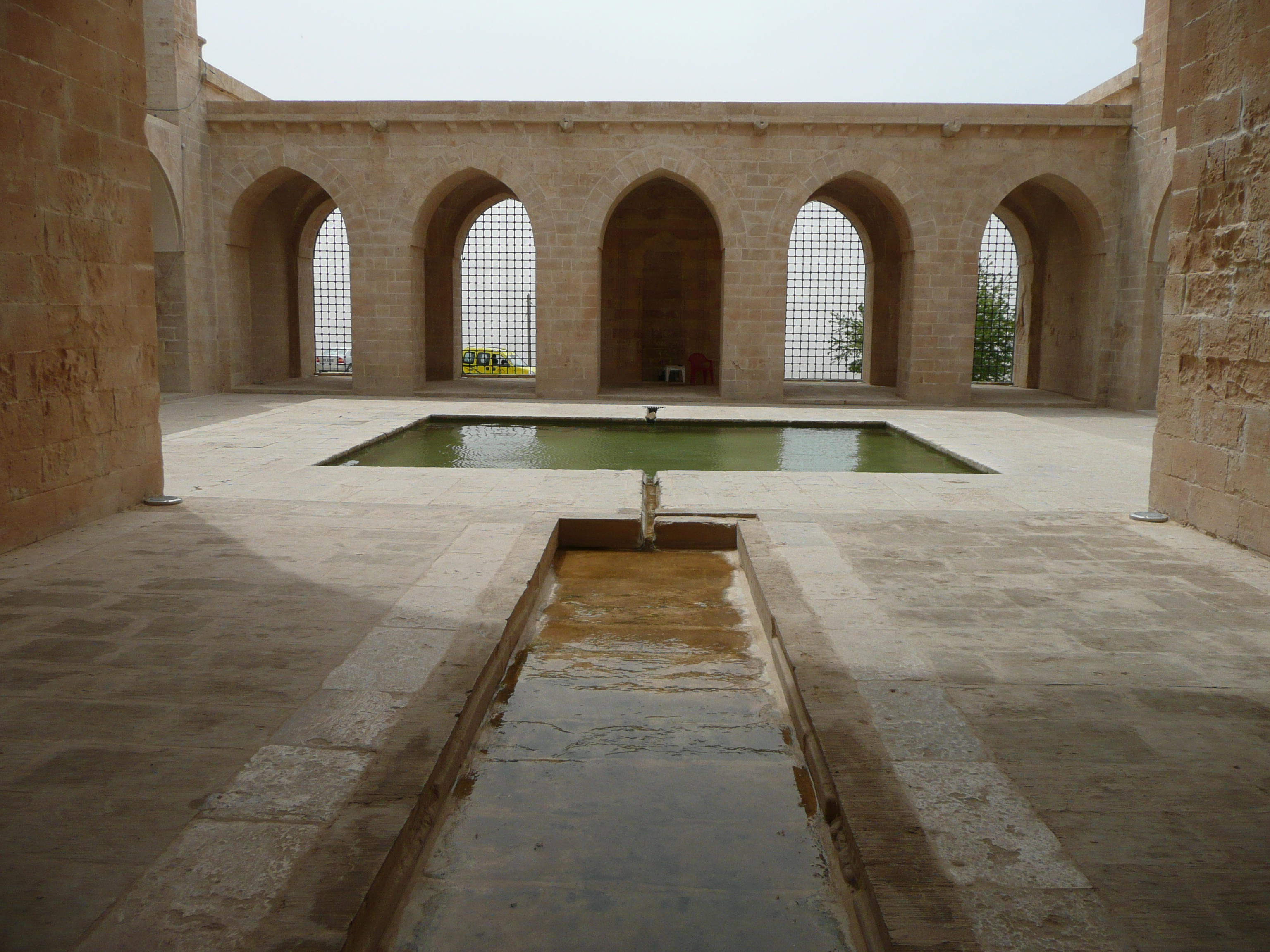
A Kerimiye-medresze a törökországi Mardinban

A medreszék számának nagymértékű növekedése egy határon túl már a minőség rovására ment. Ennek ellenére híres oktatási központok alakultak ki, többnyire neves tanárok, illetve új eszmék, elméletek körül, amelyeket az iszlám világ minden tájáról érkezett diákok tízezrei látogattak. Az uralkodók szívügyüknek tartották az oktatás helyzetét, egy-egy híres tudós, tanár megszerzése az általuk alapított medreszékbe tekintélyüket növelte. A medreszeépítést a kánok, szultánok, emírek, sőt a gazdag hivatalnokok is hatalmuk és befolyásuk szimbólumának tekintették.
A Nagyszeldzsuk Birodalom egész területén elterjedt oktatási formát szívesen vették át a környező iszlám államok. A szeldzsukok hanyatlása után, az amúgy kegyetlenkedéseiről hírhedt Timur Lenk birodalmában, Buhara és Szamarkand mint az oktatás fellegvárai váltak ismertté. Korabeli források szerint a bukharai medreszékben, az 1790-es években mintegy harmincezer diák tanult, valódi egyetemi városi hangulatot adva az üzbegisztáni városnak.
A feltörekvő Oszmán Birodalom, többek között, az anatóliai szeldzsuk medresze-hálózat (elsősorban Konya, Antalya központokkal) megtartásának és továbbfejlesztésének köszönhette művelt hivatalnokrétegét.

## Építészet

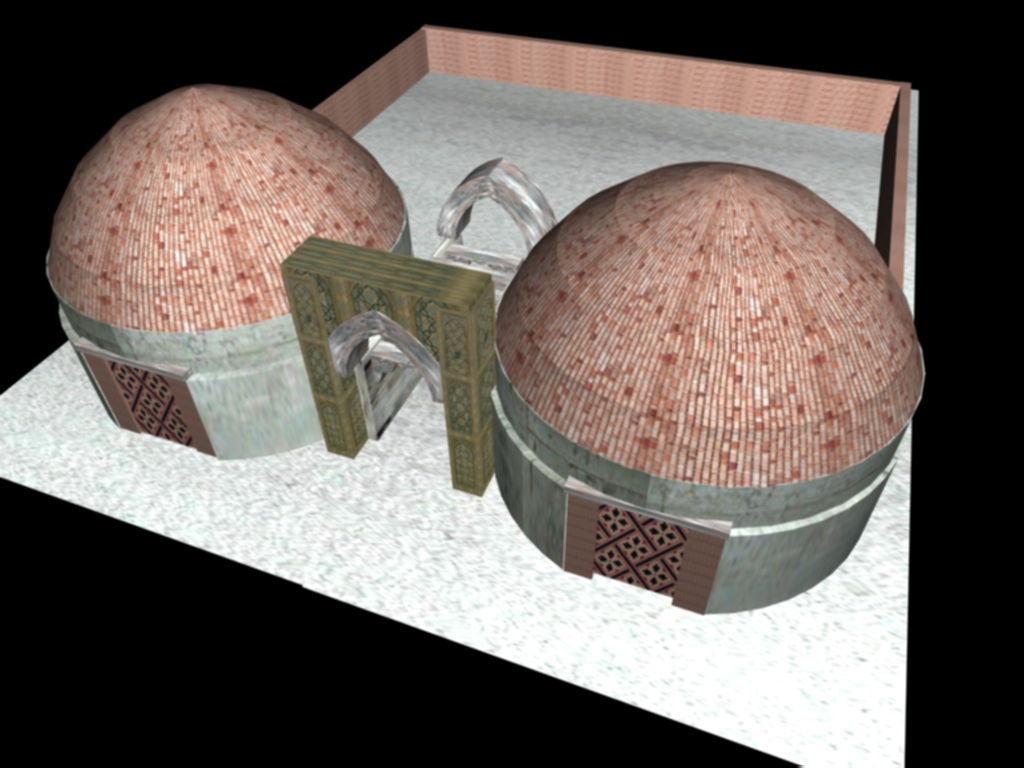
Hodzsa Mashad-medresze Dél-Tadzsikisztánból, 9-11. század, rekonstrukció, fantáziarajz (korai szeldzsuk építészet)

A medreszéknek már a kezdetektől fogva két típusa alakult ki: az egyiket nyitott udvar jellemezte, míg a másik esetben az udvart tetővel fedték be.
Régi, fedett medreszék találhatók az egykori dánismend tartományban, Niksarban és Tokatban (Çukur- <elsüllyedt> medresze, 12. század). Mindkettő az uralkodó, Jagi-basán megrendelésére készült. Alaprajzuk hasonló: a fedett, kupolás udvart két, különböző hosszúságú, kétszintes, „L” alakú épületszárny fogja közre.
A diákok lakóhelyiségei a bejárati és a bal oldalon találhatók, a nagyobb szobákat jobboldalt és a hátsó épületrészek között alakították ki.
A központi területet egy íván foglalja el. Ez a fajta elrendezés a 13. századig jellemző a közép-ázsiai medreszetípusokra. A század második felében alakul ki ennek a típusnak a „klasszikus" formája: az ívánt, amely az iráni területek kedvelt építészeti megoldása volt, a hátsó fal közepére helyezték át (ez az úgynevezett egyívános elrendezés), melyet két oldalról egy-egy kupolás terem vett közre. A cellák, amelyekben a diákok laktak és tanultak, az udvar két oldalán helyezkedtek el.
Ez az elrendezés jellemző a konyai Karatay-medreszére (1251) és a Minait-medreszére (1256 körül), valamint a şayi Taj-medreszére is (1278/1279). Az aszimmetrikus alaprajzú Çaca Bey-medresze (Kirşehir, 1272/1273), amelyben négy ívánt építettek, ennek az építési formának egy változata.
Az általában kisebb méretű kupolás, fedett udvaros anatóliai szeldzsuk medreszék mellett, a másik típust nyitott udvar jellemzi, amelybe két vagy négy ívánt is építettek. A kétívános medreszékben maguk az ívánok mindig a főtengely mentén, egymással szemben helyezkednek el, például Qifte Miriare-medresze (Erzurum, 1250 körül), Karatay-medresze (Antalya, 1250/1251).
A legrégebbi építményen, a Hodzsa Mashad-medreszén (Dél-Tadzsikisztán) is megfigyelhetők a jellemző legfontosabb formajegyek: megtaláljuk a négy ívánt, az udvar körüli lakóépületeket, valamint a jobbról és balról két nagy teremmel határolt pompás bejáratot is.
A végső, kanonizált forma csak a későbbi korokban alakult ki.
Az ívános megoldások legszebb példái a pistáq-al, azaz monumentális kapuboltozattal ellátott medreszék Szamarkand Registan terén (15-16. század), ahol három gazdagon díszített medresze (Sír-dár-medresze, Ulugh-bég-medresze, Tila Kara-medresze), egyedülálló módon keretezi az egyetemi városrész központját, a Regisztán („poros”) teret.
Az iszlám világban már meglévő mecsetek mellé – attól csak némileg elkülönülve, de szervezetileg teljesen függetlenül - a különböző korok és dinasztiák építészeti stílusához igazodó medreszéket építettek, illetve az új mecsetek építésénél, azok kialakítását is elrendelték. A Szinán alkotta isztambuli Szulejmánie komplexumban a 16. század leghíresebb orvosi egyetemét hozták létre, az itt épült medresze keretein belül.

## Építészetileg jelentős medreszék
| Elnevezés                  | Építés ideje  | Város             | Dinasztia      |
| -------------------------- | ------------- | ----------------- | -------------- |
| Hodzsa-Mashad-medresze     | 9-11. sz.     | Dél-Tadzsikisztán | Szeldzsuk      |
| Karatay-medresze           | 1250/1251     | Antalya           | Szeldzsuk      |
| Minait-medresze            | 1256          | Antalya           | Szeldzsuk      |
| Taj-medresze               | 1278/1279     | Çay               | Szeldzsuk      |
| Çaca Bey-medresze          | 1272/1273     | Kirşehir          | Szeldzsuk      |
| Cifte Miriare-medresze     | 1250          | Erzurum           | Szeldzsuk      |
| Karatay-medresze           | 1251          | Konya             | Szeldzsuk      |
| Bisiríja-medresze          | 1255          | Bagdad            | Abbászida      |
| Musztansziríja-medresze    | 1233          | Bagdad            | Abbászida      |
| Szaffrin-medresze          | 1271          | Fez               | Marínida       |
| Fez al-Dzsadid-medresze    | 1320          | Fez               | Marínida       |
| al-Szahríja-medresze       | 1321-1328     | Fez               | Marínida       |
| Attarin-medresze           | 1323-1325     | Fez               | Marínida       |
| Mizbahíja-medresze         | 1346          | Fez               | Marínida       |
| Szbahiijin-medresze        | 14. század    | Fez               | Marínida       |
| Szaléi-medresze            | 1341          | Fez               | Marínida       |
| Bú Inánija-medresze        | 1351-58       | Fez               | Marínida       |
| al-Firdausz-medresze       | 1235-1241     | Aleppó            | Mameluk        |
| Bain al-Kaszrain-medresze  | 1262/1263     | Kairó             | Mameluk        |
| Kaláun szultán-medresze    | 1284-1285     | Kairó             | Mameluk        |
| Barkúk szultán-medresze    | 1384-1386     | Kairó             | Mameluk        |
| Káitbej szultán-medresze   | 1472-1474     | Kairó             | Mameluk/Oszmán |
| al-Ádilíja-medresze        | 1172-1173     | Damaszkusz        | Mameluk        |
| Dzsamak emír-medresze      | 1421          | Damaszkusz        | Mameluk        |
| Ulug bég-medresze          | 1417-1420     | Szamarkand        | Timuridák      |
| Ulug bég-medresze          | 1418          | Buhara            | Timuridák      |
| Tilla Kári-medresze        | 1646-1660     | Szamarkand        | Sejbanida      |
| Mir-e Arab-medresze        | 1535-36       | Buhara            | sejbanida      |
| Nádir diván begi-medresze  | 1622          | Buhara            | sejbanida      |
| Sír Dar-medresze           | 1619-1635/36  | Szamarkand        | sejbanida      |
| Mohamed Ráhim kán-medresze | 1871          | Khiva             | sejbanida      |
| Mohamed Amin kán-medresze  | 1852-1855     | Khiva             | Sejbanida      |
| Kutlug Murád Inák—medresze | 19. sz. eleje | Khiva             | Sejbanida      |
| Allah Kúli-medresze        | 1835-38       | Khiva             | Sejbanida      |
| Hordzsum-medresze          | 1688          | Khiva             | Sejbanida      |
| Mádar-e Sah-medresze       | 18. sz. eleje | Iszfahán          | Szafavida      |